# Ulster Cup
La Ulster Cup è stata un torneo calcistico organizzato in Irlanda del Nord tra il 1948 e il 2003 per squadre di club. 
A partire dalla fondazione del torneo, sono state disputate 51 edizioni, fino all'interruzione nel 1999, e dopo una ripresa di una sola stagione (2002/2003), tale manifestazione è stata soppressa definitivamente.
Nelle ultime 3 edizioni il torneo è stato aperto alle sole squadre di First Division, la seconda serie nazionale.

## Formula
La formula della competizione è stata modificata più volte; si è utilizzato la formula del campionato classico, l'eliminazione diretta, o anche una fase iniziale a gruppi più la finale. Ecco di seguito le variazioni dei formati del torneo
| Anni                | Numero di stagioni | Formato                               |
| ------------------- | ------------------ | ------------------------------------- |
| 1948-1951 e 1952-56 | 7                  | Fase a gruppi più finale              |
| 1956-1957           | 1                  | Lega                                  |
| 1957-1965           | 8                  | Fase a gruppi più finale              |
| 1965-1983           | 18                 | Lega                                  |
| 1983-1996           | 16                 | Fase a gruppi più finale              |
| 1996-1997           | 1                  | Eliminazione diretta (knock-out)      |
| 1997-1999 e 2002-03 | 3                  | Lega (solo squadre di First Division) |

## Albo d'oro
Vincitori della Ulster Cup stagione per stagione
- 1948/49	Linfield
- 1949/50	Larne
- 1950/51	Glentoran
- 1951/52	non disputata [2]
- 1952/53	Glentoran
- 1953/54	Crusaders
- 1954/55	Glenavon
- 1955/56	Linfield
- 1956/57	Linfield
- 1957/58	Distillery
- 1958/59	Glenavon
- 1959/60	Linfield
- 1960/61	Ballymena United
- 1961/62	Linfield
- 1962/63	Glenavon
- 1963/64	Crusaders
- 1964/65	Linfield
- 1965/66	Coleraine
- 1966/67	Glentoran
- 1967/68	Linfield
- 1968/69	Coleraine
- 1969/70	Coleraine
- 1970/71	Linfield
- 1971/72	Linfield
- 1972/73	Coleraine
- 1973/74	Ards
- 1974/75	Linfield
- 1975/76	Coleraine
- 1976/77	Glentoran
- 1977/78	Linfield
- 1978/79	Linfield
- 1979/80	Linfield
- 1980/81	Ballymena United
- 1981/82	Glentoran
- 1982/83	Glentoran
- 1983/84	Glentoran
- 1984/85	Linfield
- 1985/86	Coleraine
- 1986/87	Coleraine
- 1987/88	Larne
- 1988/89	Glentoran
- 1989/90	Glentoran
- 1990/91	Portadown
- 1991/92	Bangor
- 1992/93	Linfield
- 1993/94	Crusaders
- 1994/95	Bangor
- 1995/96	Portadown
- 1996/97	Coleraine
- 1997/98	Ballyclare Comrades[3]
- 1998/99	Distillery[3]
- 2002/03 Dungannon Swifts[3]